# Hyperolius kibarae
Hyperolius kibarae là một loài ếch thuộc họ Hyperoliidae.
Đây là loài đặc hữu của Cộng hòa Dân chủ Congo.
Môi trường sống tự nhiên của chúng là xavan ẩm, đồng cỏ nhiệt đới hoặc cận nhiệt đới vùng đất cao, đầm nước, và đầm nước ngọt có nước theo mùa.